# Curcan domestic
Curcanul domestic (Meleagris gallopavo domesticus) este o pasăre mare si una dintre cele două specii din genul Meleagris. Din aceeași specie este si curcanul sălbatic.
Deși s-a crezut că domesticirea curcanului s-a produs în centrul Mesoamericii cu cel puțin 2.000 de ani în urmă, [1] cercetări recente sugerează un posibil al doilea eveniment de domesticire în sud-vestul Statelor Unite între 200 î.Hr. și 500 d.Hr..Curcanul crescut în centrul Mexicului,  a fost ulterior adus în Europa de către spanioli în secolul al XVI-lea.
Curcanul domestic este o pasare de curte, crescut în tarile cu clima temperata.                                                                                               Curcanele domestice femele sunt denumite găini, iar puii pot fi numiți păsări sau curcani. În Statele Unite, masculii sunt denumiți toms, în timp ce în Regatul Unit și Irlanda, masculii sunt cerbi.
Marea majoritate a curcanilor domestici sunt crescuți pentru a avea pene albe, deoarece penele lor sunt mai puțin vizibile atunci când carcasa este îmbrăcată, deși soiurile cu pene maro sau bronz sunt, de asemenea, crescute. Protuberanța cărnoasă din vârf este ciocanul, iar cea atașată la partea inferioară a ciocului este cunoscută sub numele de zăbrele.
Denumirea în limba engleză a acestei specii rezultă dintr-o identificare greșită timpurie a păsării cu o specie fără legătură care a fost importată în Europa prin țara Turciei.Numele latin al speciei gallopāvō înseamnă „pui de păun”.

## Istorie

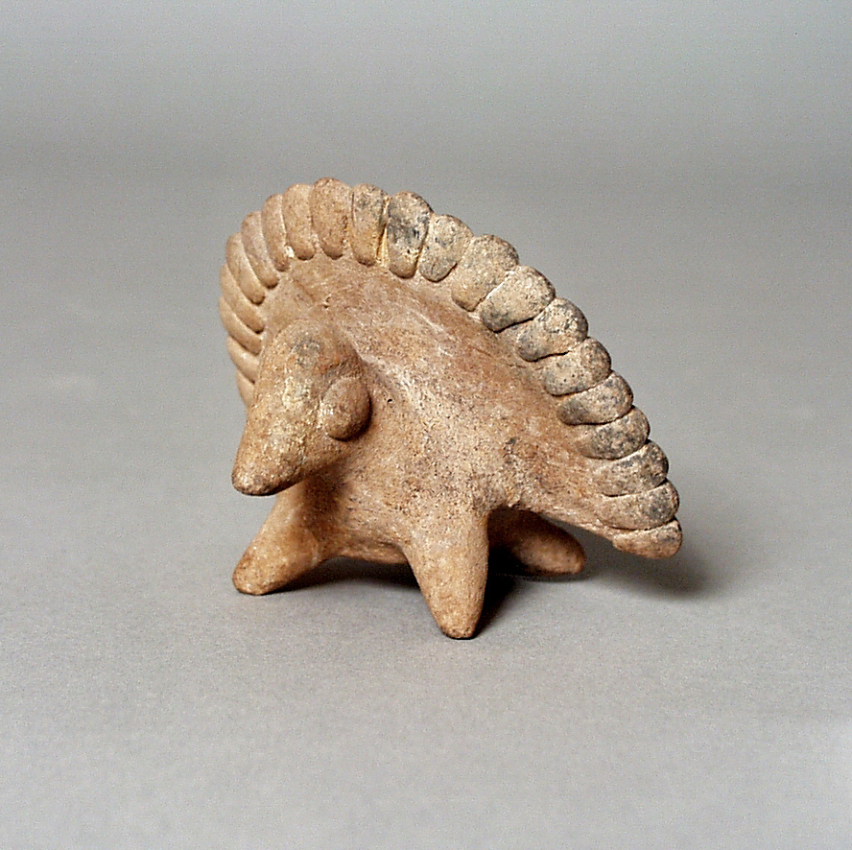
Fluier ceramic în formă de curcan. Cultura mormântului arborelui Colima, 200 î.Hr. - 500 d.Hr.

Curcanul modern modern provine dintr-una din cele șase subspecii ale curcanului sălbatic: Meleagris gallopavo, găsit în zona delimitată de actualele state mexicane Jalisco, Guerrero și Veracruz. Mesoamericanii antici au domesticit această subspecie, folosindu-și carnea și ouăle ca surse majore de proteine și folosindu-și penele pe scară largă în scopuri decorative. Aztecii au asociat curcanul cu zeul lor șmecher Tezcatlipoca, probabil din cauza comportamentului său umoristic perceput. 
Curcanii domestici au fost duși în Europa de către spanioli. Multe rase distincte au fost dezvoltate în Europa (de exemplu, Black Spanish, Royal Palm). La începutul secolului al XX-lea, s-au făcut multe progrese în creșterea curcanilor, rezultând rase precum Beltsville Small White.

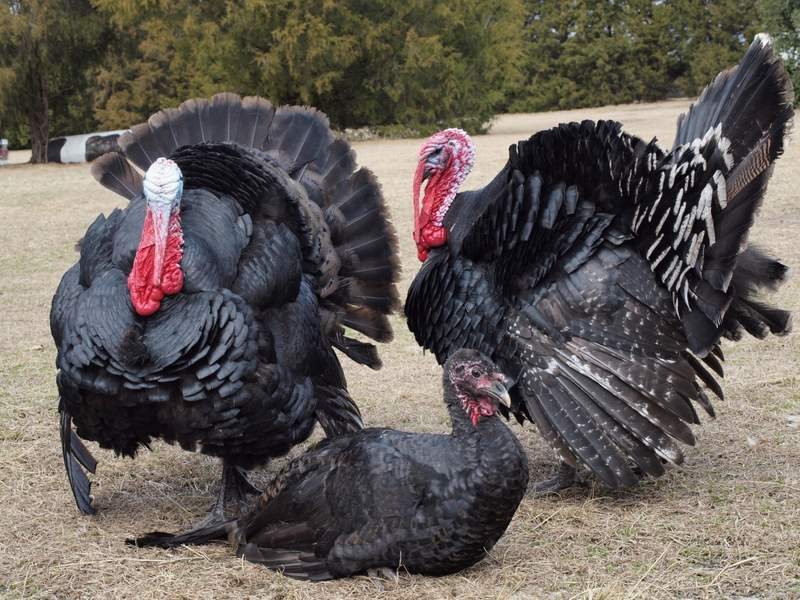
curcani Black Spanish

Navigatorul englez William Strickland din secolul al XVI-lea este, în general, creditat cu introducerea curcanului în Anglia. Stema familiei sale - care prezintă un cocoș de curcan drept creasta familiei - se numără printre cele mai vechi descrieri europene cunoscute ale unui curcan. Fermierul englez Thomas Tusser notează că curcanul se numără printre preferatele fermierului la Crăciunul din 1573. Curcanul intern a fost trimis din Anglia la Jamestown, Virginia în 1608. Un document scris în 1584 enumeră proviziile care vor fi furnizate viitoarelor colonii din Noua Lume; „turci, bărbați și femei”. 
Înainte de sfârșitul secolului al XIX-lea, curcanul era ceva de lux în Marea Britanie, cu gâscă sau carne de vită o cină de Crăciun mai frecventă în rândul claselor muncitoare.În A Christmas Carol (1843), de Charles Dickens, Bob Cratchit a avut o gâscă înainte ca Scrooge să-i cumpere un curcan. 

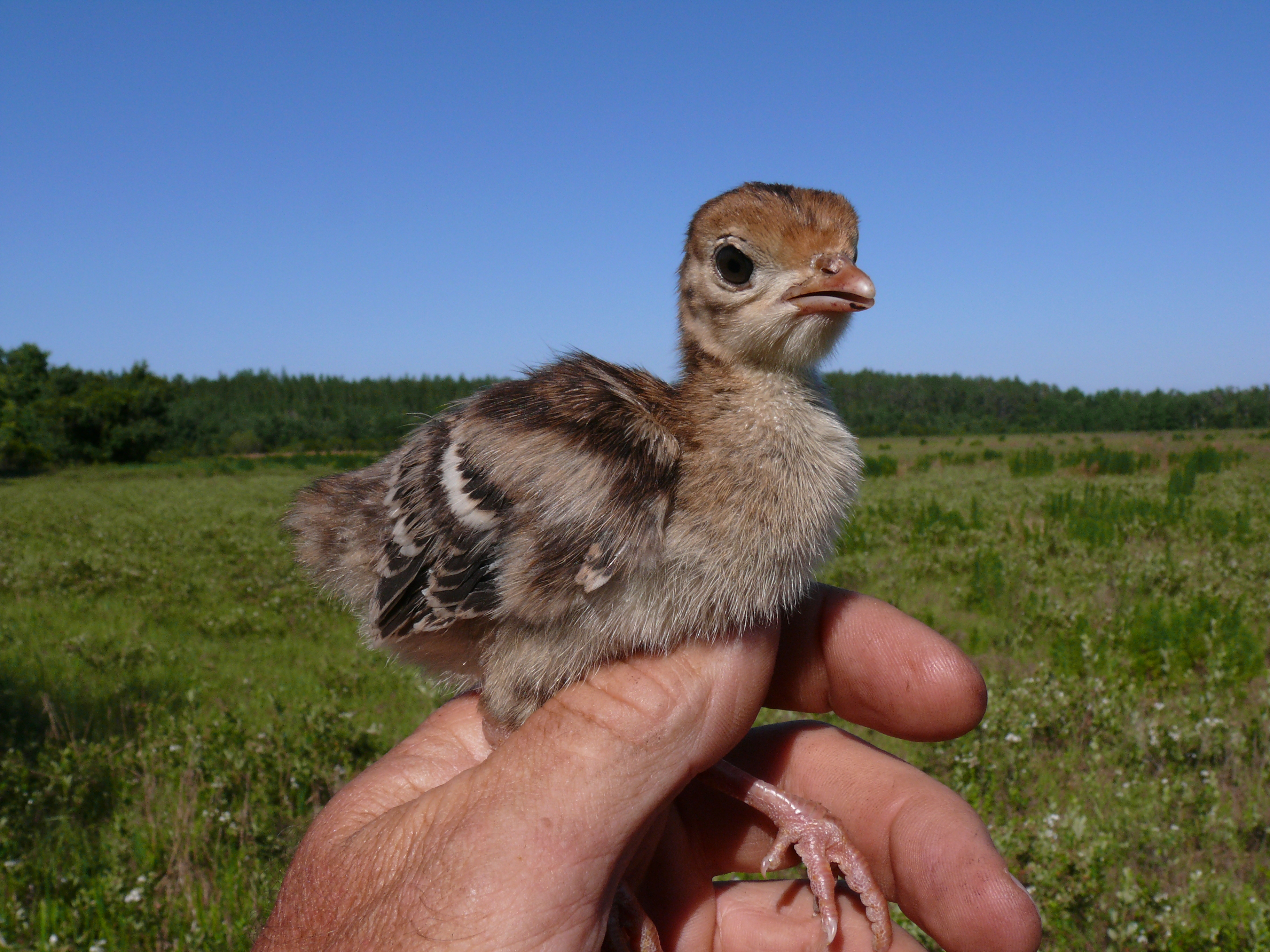
Pui de curcan

Producția de curcani în Marea Britanie s-a concentrat în Anglia de Est, folosind două rase, Norfolk Black și Norfolk Bronze (cunoscut și sub numele de Cambridge Bronze). Acestea ar fi conduse ca turme, după încălțare, pe piețele din Londra începând cu secolul al XVII-lea - rasele au ajuns la începutul secolului al XVI-lea prin Spania. 
Agricultura intensivă a curcanilor de la sfârșitul anilor 1940 a redus dramatic prețul, făcându-l mai accesibil pentru clasele muncitoare. Odată cu disponibilitatea refrigerării, curcanii întregi ar putea fi expediați congelați pe piețe îndepărtate. Progresele ulterioare în controlul bolilor au crescut producția și mai mult. Progresele în transportul maritim, schimbarea preferințelor consumatorilor și proliferarea plantelor de pasăre comerciale au făcut ca curcanul proaspăt să fie ieftin și ușor disponibil.
Analiza recentă a genomului a oferit cercetătorilor posibilitatea de a determina istoria evoluției curcanilor domestici și relația acestora cu alte păsări domestice.

## Comportament

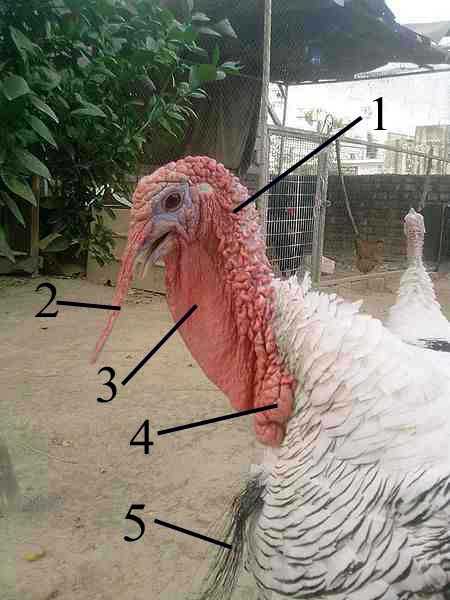
Structuri anatomice pe capul și gâtul unui curcan intern. 1. Caruncula, 2. 5. Barba.

Curcani tineri domestici zboară cu ușurință pe distanțe scurte, se cocoață și se "postează" la înălțime. Aceste comportamente devin mai puțin frecvente pe măsură ce păsările se maturizează, dar adulții vor urca cu ușurință pe obiecte precum baloturi de paie. Păsările tinere efectuează alergări spontane, frivole („frolying”), care au tot aspectul de joc. Curcanii comerciali prezintă o mare diversitate de comportamente, inclusiv comportamente de „confort”, cum ar fi datul din aripi, volanul cu pene, întinderea picioarelor și scăldatul în praf. Curcanii sunt foarte sociali și devin foarte necăjiți când sunt izolați. Multe dintre comportamentele lor sunt facilitate social, adică exprimarea unui comportament de către un animal crește tendința ca acest comportament să fie adoptat de alții. Adulții pot recunoaște „străini” și plasarea oricărui curcan străin într-un grup stabilit va duce aproape sigur la atacul acelui individ, uneori fatal. Curcanii sunt extrem de vocali, iar „tensiunea socială” din cadrul grupului poate fi monitorizată prin vocalizarea păsărilor. Un tril puternic indică faptul că păsările devin agresive, care se pot transforma într-o luptă intensă, în cazul în care oponenții se aruncă unul cu celălalt cu unghiile mari și ascuțite și încearcă să se ciocnească sau să prindă capul celuilalt. Agresivitatea crește în frecvență și severitate pe măsură ce păsările se maturizează.

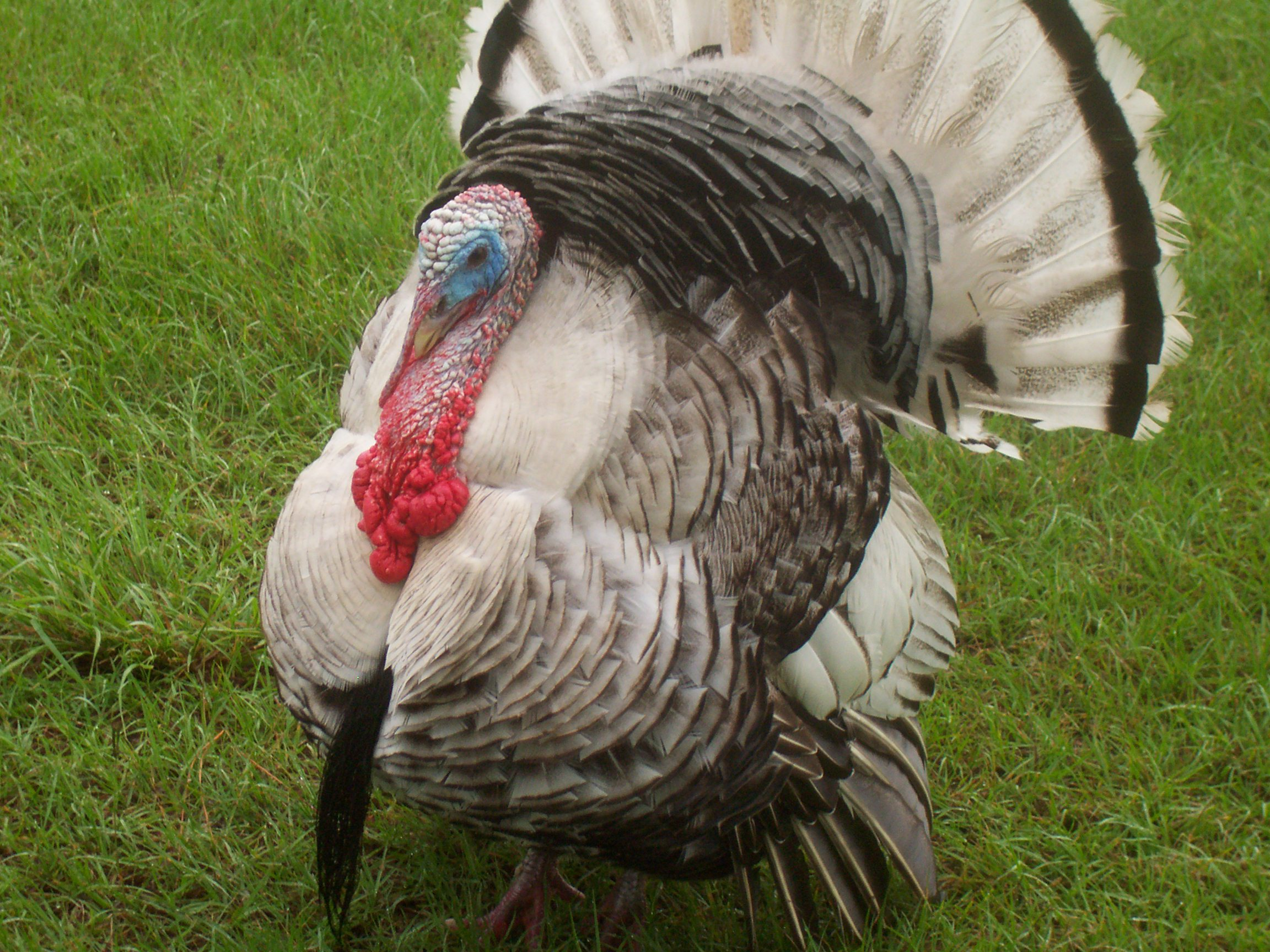
Curcan domestic mascul care se afișează sexual arătând atârnat deasupra ciocului, carunculele atârnate de gât și „barba” de pene mici, negre și rigide pe piept

Masculii care se maturizează își petrec o proporție considerabilă din timp afișându-se sexual. Aceasta este foarte asemănătoare cu cea a curcanului sălbatic și implică ventilarea penelor cozii, lăsarea aripilor și ridicarea tuturor penelor corpului, inclusiv „barba” (un smoc de pene negre, modificate, asemănătoare părului, pe centrul sânului). Pielea capului, a gâtului și a carunculelor (noduli cărnoși) devine albastru și roșu strălucitor, iar snoodul (un apendice erectil de pe frunte) se alungește, strănutul păsărilor la intervale regulate, urmat de o vibrație rapidă a penelor cozii. De-a lungul episodului, păsărea se țănțoșește încet, cu gâtul arcuit înapoi, cu sânii împinși în față și emițând chemarea lor caracteristică de „glu-glu”.

## Mărime și greutate
| Animal | Masa medie kg (lb) | Masa maximă kg (lb) | Lungimea totală medie cm (ft) |
| ------ | ------------------ | ------------------- | ----------------------------- |
| Curcan | 13.5 (29.8)        | 39 (86)             | 100 - 124.9 (3.3 – 4.1)       |

## Rase de curcan

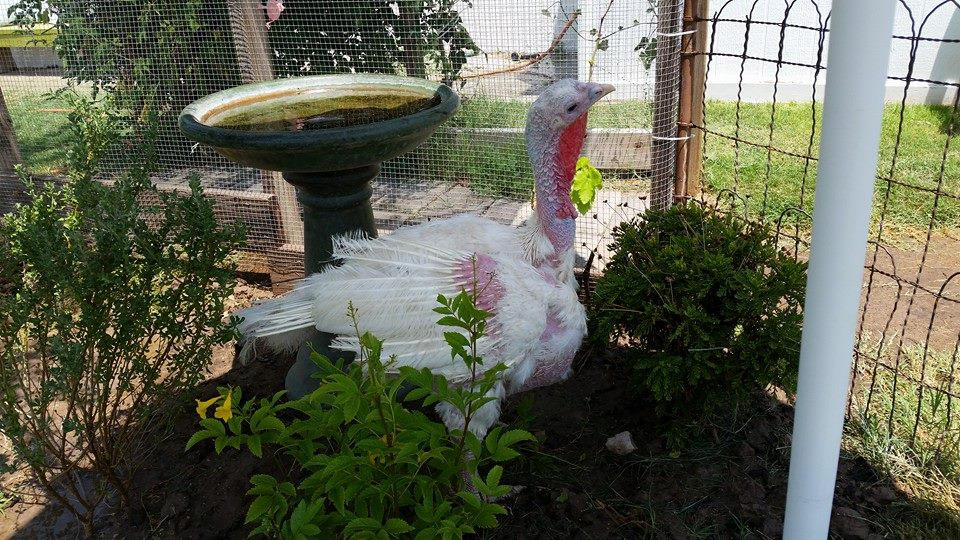
Un curcan domestic luat ca ți animal de companie

- Un curcan domestic luat ca ți animal de companieBroad Breasted White este curcanul comercial preferat pentru fermele industriale de curcan pe scară largă și, în consecință, este cea mai consumată varietate a păsărilor. De obicei, curcanul care primește o „iertare prezidențială”, un obicei din SUA, este un White Breasted White.
- Broad Breasted Bronze  este o altă tulpină de pasăre de masă dezvoltată comercial.
- Standard Bronze seamănă mult cu Broad Breasted Bronze, cu excepția faptului că are un singur piept și se poate reproduce în mod natural.
- Curcanul Bourbon Red este o rasă mai mică, necomercială, cu pene roșiatice închise, cu semne albe.
- Curcanii Slate sunt o rasă foarte rară, cu pene gri-albastre.
- Black ("Spanish Black", "Norfolk Black") are un penaj foarte închis la culoare cu un luciu verde.
- Curcanul Narragansett este o rasă de patrimoniu popular numită după Golful Narraganset din New England.
- Chocolate este o rasă de patrimoniu mai rară, cu marcaje asemănătoare unui Black Spanish, dar maro deschis în loc de culoare neagră. Comun în sudul SUA și Franța înainte de războiul civil.
- Beltsville Small White este o rasă de patrimoniu mică, a cărei dezvoltare a început în 1934. Rasa a fost introdusă în 1941 și a fost admisă la standardul APA în 1951. Deși puțin mai mare și mai largă decât Midget White, ambele sunt adesea etichetate greșit.
- Midget White este o rasă de patrimoniu mai mică.

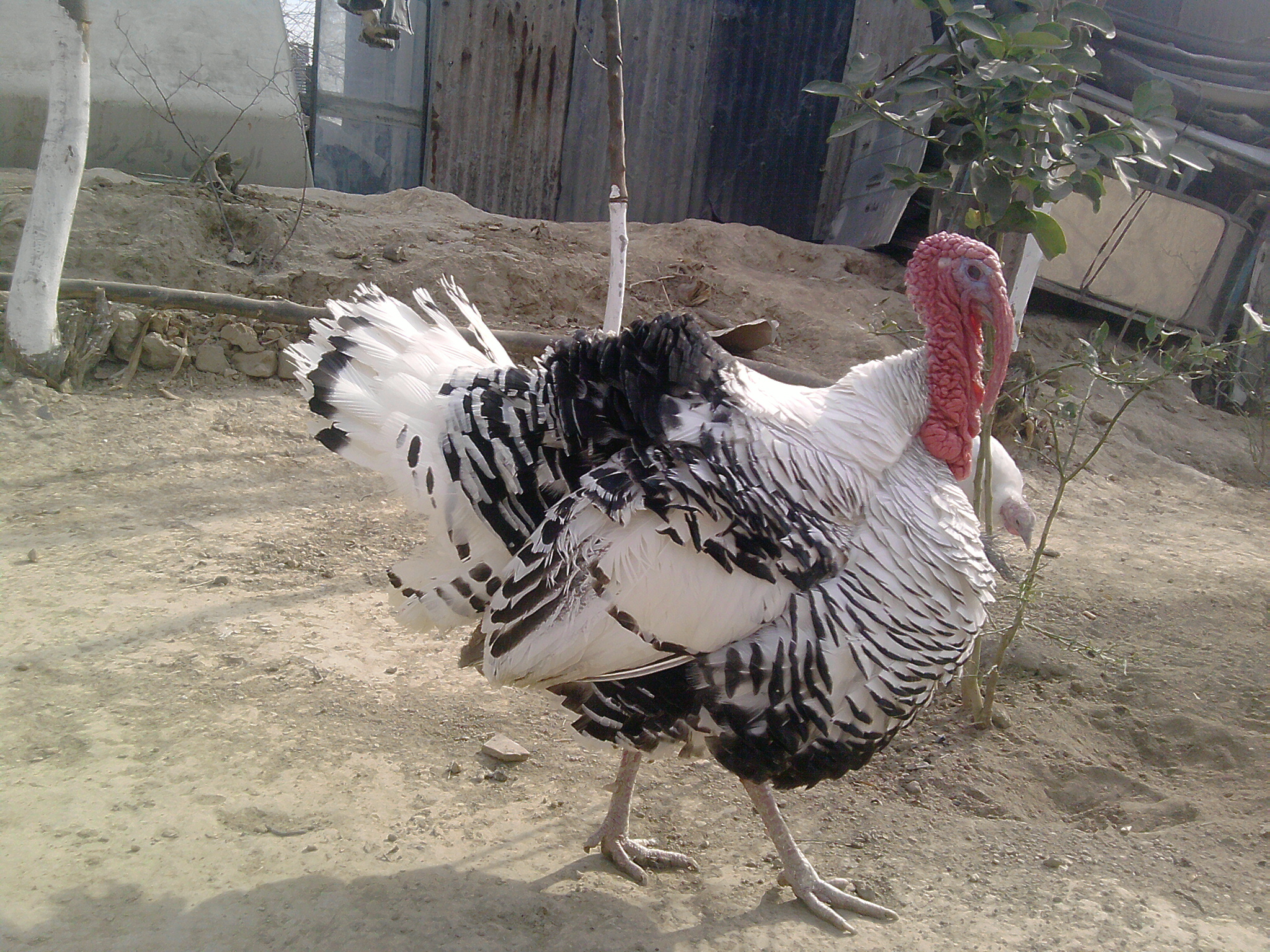
Curcan domestic în Pakistan

## Producție comercială
În producția comercială, fermele de reproducție furnizează ouă pentru incubatoare. După 28 de zile de incubație, păsările eclozionate sunt sexate și livrate la fermele cultivate; femelele sunt crescute separat de masculi din cauza ratelor de creștere diferite.
În Marea Britanie, este obișnuit să crești puii în felul următor. Între vârsta de una și șapte zile, puii sunt așezați în mici stilouri circulare de 2,5 m pentru a se asigura că întâlnesc alimente și apă. Pentru a încuraja hrănirea, acestea pot fi ținute sub lumină constantă în primele 48 de ore. Pentru a ajuta la termoreglare, temperatura aerului este menținută la 35°C în primele trei zile, apoi scăzută cu aproximativ 3°C la fiecare două zile la 18°C la 37 de zile de vârstă și încălzitoarele cu infraroșu sunt de obicei furnizate pentru primele câteva zile. În timp ce se află în creioane, furajele sunt accesibile pe scară largă prin împrăștierea lor pe coli de hârtie, pe lângă faptul că sunt disponibile în alimentatoare. După câteva zile, țarcurile sunt îndepărtate, permițând accesul păsărilor la întregul șopron de creștere, care poate conține zeci de mii de păsări. Păsările rămân acolo câteva săptămâni, după care sunt transportate la o altă unitate. 
Marea majoritate a curcanilor sunt crescuți în interior în clădiri special construite sau modificate, dintre care există multe tipuri. Unele tipuri au pereți cu lamele pentru a permite ventilația, dar multe au pereți solizi și nu au ferestre pentru a permite manipulări de iluminare artificială pentru a optimiza producția. Clădirile pot fi foarte mari (se folosesc uneori hangare pentru avioane convertite) și pot conține zeci de mii de păsări ca o singură turmă. Substratul de pardoseală este de obicei cu gunoi adânc, de ex. așchii de lemn, care se bazează pe acumularea controlată a unei flore microbiene care necesită un management priceput. Temperaturile ambientale pentru curcanii domestici adulți sunt de obicei menținute între 18 și 21 °C. Trebuie evitate temperaturile ridicate, deoarece rata metabolică ridicată a curcanilor (până la 69 W / pasăre) le face susceptibile la stres termic, exacerbate de densitățile ridicate de stocare. Curcanii comerciali sunt păstrați sub o varietate de programe de iluminare, de ex. lumină continuă, perioade diurne lungi (23 ore) sau iluminare intermitentă, pentru a încuraja hrănirea și a accelera creșterea.Intensitatea luminii este de obicei scăzută (de exemplu, mai puțin de un lux) pentru a reduce ciocănirea penelor.
Rațiile includ, în general, făina de porumb și soia, cu vitamine și minerale adăugate și este ajustată pentru proteine, carbohidrați și grăsimi pe baza vârstei și a necesităților de nutrienți. Femelele sunt sacrificate la aproximativ 14-16 săptămâni și masculii la vârsta de aproximativ 18-20 săptămâni, când pot cântări peste 20 kg comparativ cu un curcan sălbatic mascul matur care cântărește aproximativ 10,8 kg.
Preocupări de bunăstare
Densitatea stocurilor este o problemă în bunăstarea curcanilor comerciali, iar densitățile mari sunt o preocupare majoră pentru bunăstarea animalelor. Densitățile de stocare permise pentru curcanii crescuți în interior variază în funcție de geografie și de schemele de asigurare a bunăstării animalelor. De exemplu, în Germania, există un maxim voluntar de 52 kg / m2 și 58 kg / m2 pentru bărbați și, respectiv, pentru femele. În Marea Britanie, sistemul de asigurare RSPCA Freedom Foods reduce densitatea admisibilă a stocului la 25 kg / m2 pentru curcanii crescuți în interior.  Curcanii menținuți la densități comerciale de stocare (8 păsări/m²; 61 kg/m²) prezintă probleme de bunăstare crescute, cum ar fi creșteri ale anomaliilor mersului, leziuni ale șoldului și piciorului și tulburări ale păsărilor și scăderea greutății corporale în comparație cu densități mai mici de stocare. Curcanii crescuți la 8 păsări / m2 au o incidență mai mare a leziunilor șoldului și a dermatitei tălpii decât cele crescute la 6,5 sau 5,0 păsări / m2. Spațiul insuficient poate duce la un risc crescut de răni, cum ar fi aripile rupte cauzate de lovirea pereților stiloului sau a altor curcani în timpul întâlnirilor agresive și poate duce, de asemenea, la stres de căldură.  Problemele alocării spațiului redus sunt agravate de influența majoră a facilitării sociale asupra comportamentului curcanilor. Dacă curcanii trebuie să se hrănească, să bea, să facă baie cu praf etc., simultan, atunci pentru a evita frustrarea, resursele și spațiul trebuie să fie disponibile în cantități mari. Manipularea iluminatului utilizată pentru optimizarea producției poate compromite bunăstarea. Perioadele diurne lungi, combinate cu intensitatea luminii redusă, pot duce la orbire din cauza oftalmiei (distorsiuni ale morfologiei ochiului) sau a detașării retinei.
Ciocănitul penelor apare frecvent în rândul curcanilor crescuți comercial și poate începe la vârsta de 1 zi. Acest comportament este considerat a fi un comportament de furajare redirecționat, cauzat de furnizarea păsărilor cu un mediu de hrănire sărăcit. Pentru a reduce ciocănitul cu pene, curcanii sunt deseori tăiați cu ciocul. Marcajele cu reflexie ultravioletă apar la păsările tinere în același timp în care ciocănitul cu pene devine direcționat către aceste zone, indicând o posibilă legătură. Curcanii crescuți comercial fac, de asemenea, ciocăniturile capului, care devin mai frecvente pe măsură ce se maturizează sexual. Când acest lucru are loc în incinte mici sau în medii cu puține oportunități de evadare, rezultatul este adesea fatal și rapid. Prin urmare, monitorizarea frecventă este esențială, în special pentru bărbații care se apropie de maturitate. Leziunile la cap primesc o atenție considerabilă din partea altor păsări, iar ciocnirea capului apare adesea după ce a fost primită o leziune relativ minoră în timpul unei lupte sau când o pasăre mincinoasă a fost călcată și zgâriată de alta. Persoanele care sunt reintroduse după separare sunt adesea imediat atacate din nou. Ciocănirea fatală a capului poate apărea chiar și în grupuri mici (10 păsări), stabile. Curcanii comerciali sunt în mod normal crescuți în efective unisex. Dacă un bărbat este plasat din greșeală într-o turmă de sex feminin, el poate fi agresat agresiv (de aici și termenul „ciocănit”). călcat în picioare.
Creșterea și companiile
Rasa comercială dominantă este albul cu piept larg (similar cu „White Holland”, dar o rasă separată), care au fost selectate pentru mărimea și cantitatea de carne. Masculii maturi sunt prea mari pentru a obține fertilizarea naturală fără a răni femelele, astfel încât materialul seminal este colectat, iar femelele sunt inseminate artificial. Mai multe femele pot fi inseminate din fiecare colecție, deci este nevoie de mai puțini. Ouăle unor rase de curcan se pot dezvolta fără fertilizare, într-un proces numit partenogeneză. Carnea crescătorilor este prea dură pentru prăjire și este folosită mai ales la prepararea cărnii procesate.

### Deșeuri
Aproximativ 900 de mii până la un milion 800 de mii de tone de pene de pasăre sunt produse în fiecare an de către industria păsărilor. Majoritatea sunt măcinate într-o sursă de proteine pentru hrana animalelor rumegătoare, care sunt capabile să digere proteina cheratină din care sunt compuse penele. Cercetătorii de la Departamentul de Agricultură al Statelor Unite (USDA) au brevetat o metodă de îndepărtare a aftelor rigide de pe rahisul din componența penelor. Școala de inginerie și textile pentru a determina aplicațiile textile pentru fibrele de pene. Fibrele de pene de curcan au fost amestecate cu nailon și filate în fire și apoi utilizate pentru tricotat. Firele au fost testate pentru rezistență, în timp ce țesăturile au fost evaluate ca materiale izolante. În cazul firelor, odată cu creșterea procentului de fibre de pene de curcan, rezistența a scăzut. Sub formă de țesătură, odată cu creșterea procentului de fibre de pene de curcan, capacitatea de reținere a căldurii a țesăturii a crescut.

## Curcani ca și mâncare

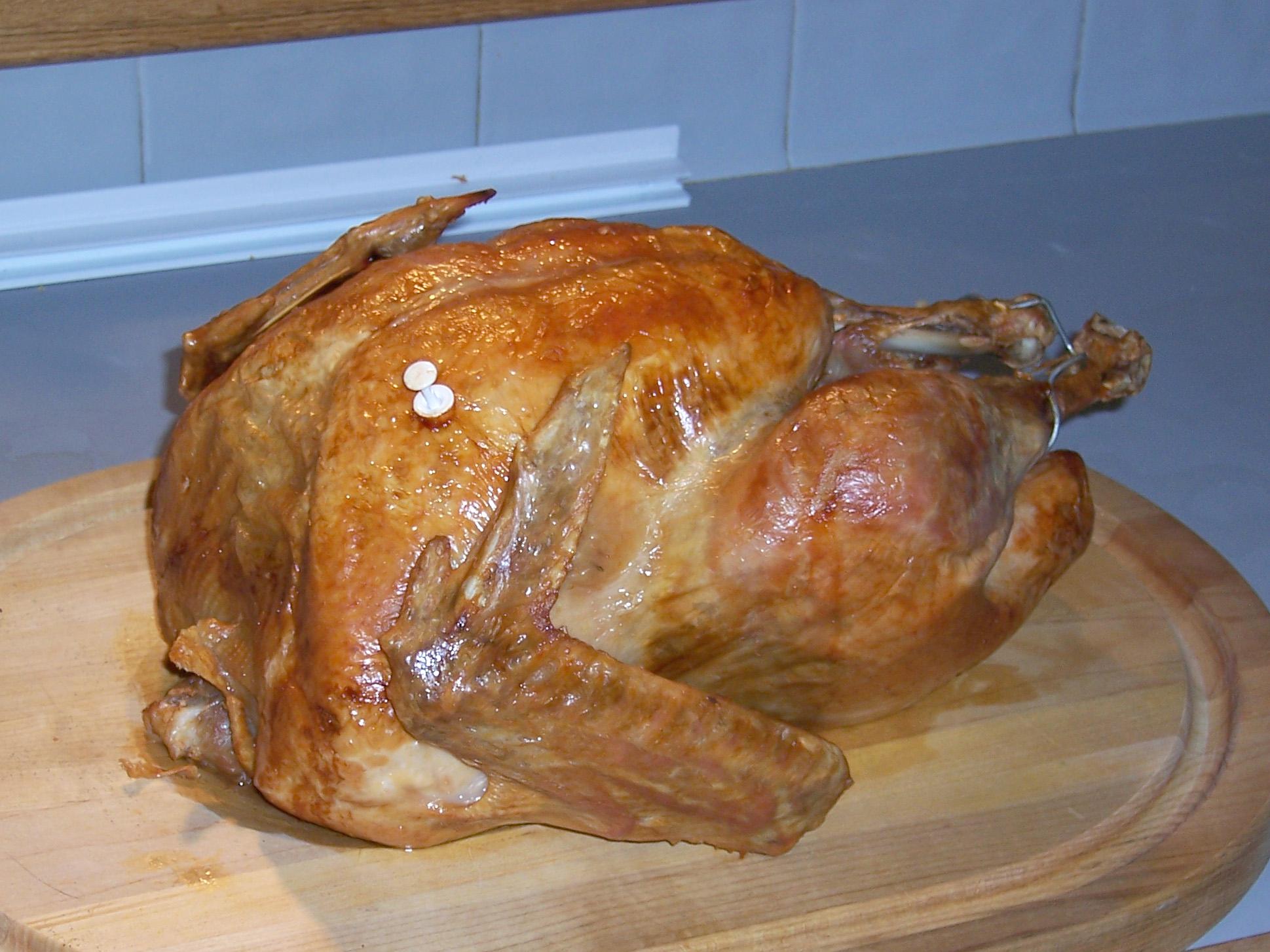
Un curcan prăjit preparat pentru o masă tradițională de Ziua Recunoștinței din SUA

Aproximativ 620 de milioane de curcani sunt sacrificate în fiecare an pentru carne la nivel mondial. Curcanii sunt consumați în mod tradițional ca fel principal al sărbătorilor de Crăciun în mare parte a lumii de limbă engleză (curcan umplut) de când au apărut în Anglia în secolul al XVI-lea , precum și pentru Ziua Recunoștinței în Statele Unite și Canada. În timp ce consumul de curcan a fost odată limitat în principal la ocazii speciale, cum ar fi acestea, curcanul este acum consumat pe tot parcursul anului și face parte din multe diete.
Curcanii se vând felii și măcinați, precum și „întregi” într-un mod similar cu puiul cu capul, picioarele și penele îndepărtate. Curcanii întregi congelați rămân populari. Curcanul feliat este frecvent folosit ca carne sandwich sau servit ca mezeluri; în unele cazuri, în care rețetele necesită pui, curcanul poate fi folosit ca înlocuitor. În plus, curcanul măcinat este comercializat frecvent ca un înlocuitor sănătos al cărnii de vită măcinată. Fără o pregătire atentă, curcanul gătit poate ajunge mai puțin umed decât alte carne de pasăre, cum ar fi puiul sau rața. Pieptul curcanului poate fi scufundat în pesmet ca alternativă la pepite de pui.
Curcanii sălbatici, în timp ce din punct de vedere tehnic sunt aceleași specii ca curcanii domestici, au un gust foarte diferit de curcanii crescuți în fermă. Spre deosebire de curcanii domestici, aproape toată carnea de curcan sălbatic este „întunecată” (chiar și a pieptului) și aromată mai intens. Aroma poate varia, de asemenea, sezonier, odată cu modificările furajelor disponibile, lăsând adesea carnea de curcan sălbatic cu o aromă mai gamieră la sfârșitul verii, din cauza numărului mai mare de insecte din dieta sa în ultimele luni. Curcanii sălbatici care s-au hrănit preponderent cu iarbă și cereale au o aromă mai blândă. Rasele vechi de patrimoniu diferă, de asemenea, prin aromă.
Spre deosebire de ouăle de pui, rață și prepelițe, ouăle de curcan nu sunt vândute în mod obișnuit ca alimente datorită cererii mari de curcani întregi și a producției mai mici de ouă de curcan în comparație cu alte păsări. Valoarea unui singur ou de curcan este estimată la aproximativ 3,50 USD pe piața liberă, cu mult mai mult decât o singură cutie de o duzină de ouă de pui. 
Carnea albă de curcan este adesea considerată mai sănătoasă decât carnea închisă la culoare, datorită conținutului redus de grăsimi, dar diferențele nutriționale sunt mici. Deși curcanul are reputația de a provoca somnolență, mesele de vacanță sunt de obicei mese mari servite cu carbohidrați, grăsimi și alcool într-o atmosferă relaxată, toate contribuind mai mult la somnolența după masă decât triptofanul din curcan.
Preparare

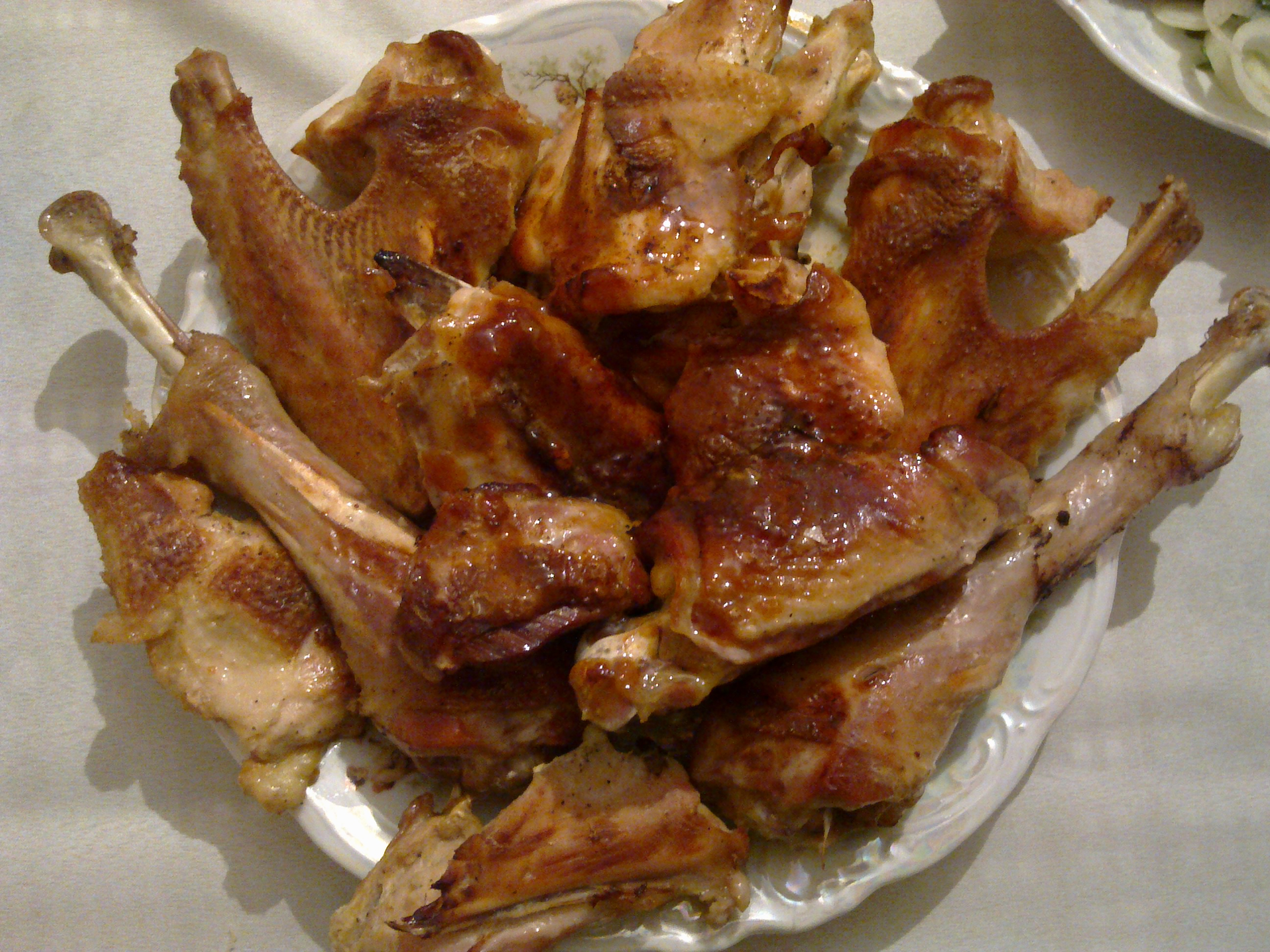
Curcan prăjit

Atât curcanii proaspeți, cât și cei congelați sunt folosiți pentru gătit; la fel ca în majoritatea alimentelor, curcanii proaspeți sunt în general preferați, deși costă mai mult. În preajma anotimpurilor de sărbători, cererea mare de curcani proaspeți le face adesea dificile de cumpărat fără a comanda în avans. Pentru soiul înghețat, dimensiunea mare a curcanilor folosiți în mod obișnuit pentru consum face ca dezghețarea să devină un efort major: un curcan de dimensiuni obișnuite va dura câteva zile pentru a dezgheța corespunzător.
Carnea de curcan este de obicei coapta  sau prăjita la cuptor timp de câteva ore.  Uneori, un curcan este sarat înainte de prăjire pentru a spori gustul și conținutul de umiditate. Acest lucru este necesar, deoarece carnea neagră necesită o temperatură mai ridicată pentru a denatura tot pigmentul mioglobinei.( carnea albă , are un conținut scăzut de mioglobină).  Gătirea completă a cărnii, tinde să usuce pieptul... Saramura face posibilă gătirea completă a cărnii negre fără uscarea pieptului curcanului.. Curcanii sunt uneori împodobiți cu pene de curcan înainte de servire.
În unele zone, în special în sudul Americii, curcanii pot fi, de asemenea, prăjiți în ulei fierbinte (adesea ulei de arahide) timp de 30 până la 45 de minute folosind o friteuză. Curcanul, prăjit mult timp, poate avea consecințe periculoase pentru cei nepregătiți să manipuleze în siguranță cantitățile mari de ulei fierbinte necesare.

## Fecale de curcan ca combustibil
Deși este cel mai frecvent utilizat ca îngrășământ, gunoiul de curcan (excremente amestecate cu material de așternut, de obicei așchii de lemn) este utilizat ca sursă de combustibil în centralele electrice. O astfel de uzină din vestul Minnesota furnizează 55 de megawați de energie folosind 500.000 de tone de gunoi pe an. Uzina a început să funcționeze în 2007.